# Лейпциг/Галле (аэропорт)
Аэропорт Лейпциг/Галле (ИАТА: LEJ, ИКАО: EDDP) (нем. Flughafen Leipzig/Halle) — международный аэропорт, располагающийся в городе Шкойдице и обслуживающий два немецких города — Лейпциг (Саксония) и Галле (Саксония-Анхальт).
Обслуживая 2,3 миллиона пассажиров в год, аэропорт занимает тринадцатое место в Германии по пассажиропотоку. По количеству перевезённых грузов аэропорт занимает пятое место в Европе и второе место в Германии после аэропорта Франкфурта-на-Майне. В 2014 году грузопоток аэропорта составил 906490 тонн. Аэропорт служит главным хабом для AeroLogic и главным европейским хабом DHL. Также в аэропорту имеются военные объекты НАТО и европейских ВВС.

## История
Аэропорт был построен с нуля между Галле и Лейпцигом в 1926 году и открыт в 1927 году.
18 марта 1986 года авиакомпания Air France начала рейсы в аэропорт на самолета Concorde, приуроченные к всемирно известной Лейпцигской ярмарке. Двумя днями позже British Airways также отправила Concorde в аэропорт. В последующие годы обе авиакомпании выполняли рейсы на Concorde из Парижа и Лондона, когда в Лейпциге проходила ярмарка.
Несмотря на свое название, аэропорт расположен в городке Шкойдиц, Северная Саксония. Сделка между городом Лейпцигом и районом Делич привела к обмену землей. В 2007 году Лейпциг получил землю за пределами аэропорта, а право собственности на землю аэропорта было передано району. Район Делич, который к настоящему времени объединился и стал частью района Северная Саксония, собирает налоги с коммерческой деятельности аэропорта.
В начале 2008 года DHL Aviation переместила свой европейский хаб из аэропорта Брюсселя в аэропорт Лейпцига, что привело к значительному увеличению грузопотока в аэропорту. Лейпциг претендовал на проведение Олимпийских игр 2012 года, и в результате аэропорт был модернизирован, хотя право на проведение игр в конечном итоге выиграл Лондон.
Весной 2013 года Ryanair объявила о начале полетов из аэропорта по шести маршрутам. Однако через год все они, кроме рейсов в лондонский аэропорт Станстед, были прекращены. В феврале 2015 года Etihad Regional объявила о немедленном прекращении всех своих операций в Лейпциге, которые начались всего двумя годами ранее, из-за изменений в их операционной концепции. Все три маршрута были закрыты, а два вновь объявленных не запускались.
В сентябре 2016 года Pakistan International Airlines объявили о планах заменить Манчестер на маршруте Исламабад — Манчестер — Нью-Йорк на Лейпциг в 2017 году из-за более низких эксплуатационных расходов и мер по экономии времени. Поскольку авиакомпания владеет правами Пятой свободы, это будет первый пассажирский рейс из Лейпцига в Соединенные Штаты. В октябре 2017 года авиакомпания объявила о прекращении всех маршрутов в Соединенные Штаты, поэтому планы использовать Лейпциг в качестве пересадки в Нью-Йорк так и не были реализованы.
В октябре 2016 года DHL открыла масштабное расширение своих грузовых помещений в аэропорту. Два новых грузовых терминала увеличили пропускную способность на 50 процентов.
По состоянию на апрель 2018 года крупнейшей пассажирской авиакомпанией в аэропорту Лейпциг является Condor с 55 исходящими рейсами в неделю. Для этого в аэропорту размещены три самолета Airbus A321. Второй по величине авиакомпанией была Small Planet Airlines с 18 исходящими рейсами в неделю. Авиакомпания разместила самолет Airbus A320 для обслуживания нескольких туристических направлений TUI Group. За ними следовала компания SunExpress Deutschland, которая выполняла 15 рейсов в неделю и размещала для этого самолет Boeing 737 в аэропорту.
В августе 2018 года DHL объявила о дальнейшем расширении своих объектов в аэропорту. Помимо расширения перрона, также планировалось построить новый центр подготовки пилотов. Количество сотрудников должно было увеличиться с 5700 до 6000 человек. В то же время EAT Leipzig объявила, что добавит к своему парку пять подержанных грузовых самолетов Airbus A330, что увеличит его до 36 самолетов. Также в августе 2018 года российская группа компаний «Волга-Днепр» объявила о планах открытия новой дочерней компании по грузовым перевозкам в Германии, базирующейся в аэропорту.
В настоящее время выдвигаются предложения присвоить аэропорту имя афро-немецкого философа XVIII века Антона Вильгельма Амо.

## Характеристики

### Терминал
Современный терминал аэропорта расположен над прилегающей автомагистралью и железной дорогой. Он объединяет главную автостоянку, а также помещения для регистрации и соединен с перроном, оборудованным шестью телетрапами, а также несколькими перронными стоянками. Благодаря своей компактной конструкции он обеспечивает короткие пешеходные расстояния. В терминале аэропорта есть иммиграционная служба для международных рейсов, но нет зоны для международных пересадок.

### Взлетно-посадочные полосы
Аэропорт имеет две взлетно-посадочные полосы. Доступ к терминалу находится к югу от железной дороги. Взлетно-посадочная полоса 08/6R проходит параллельно дороге к северу от железной дороги, что требует от самолетов руления по мосту над путями и шоссе.

## Авиакомпании и направления

### Пассажирские
Следующие авиакомпании выполняют рейсы из аэропорта Лейпциг/Галле:

### Военные
Некоторые американские авиакомпании летают в Лейпциг по запросу Министерства обороны США, чтобы доставить войска армии США и корпуса морской пехоты США в Афганистан и Ирак. Лейпциг/Галле используется в качестве технической остановки для дозаправки на этих рейсах. Они не появляются ни в одном официальном расписании. Морские пехотинцы и солдаты, летевшие через Лейпциг/Галле, в статистике движения указаны как транзитные пассажиры. Грузовые военные рейсы также выполняются через Лейпциг.

## Статистика
Данные из запроса в Викиданные.
|                                                    | Пассажиропоток | Воздушное движение | Грузопоток (тонн) |
| -------------------------------------------------- | -------------- | ------------------ | ----------------- |
| 1990                                               | 274,878        | 9,549              | 366               |
| 1991                                               | ▲ 634,424      | ▲ 26,089           | ▲ 4,372           |
| 1992                                               | ▲ 1,073,378    | ▲ 42,960           | ▲ 8,611           |
| 1993                                               | ▲ 1,521,436    | ▲ 48,510           | ▲ 17,482          |
| 1994                                               | ▲ 1,901,797    | ▲ 52,590           | ▲ 23,189          |
| 1995                                               | ▲ 2,104,822    | ▲ 53,807           | ▲ 25,225          |
| 1996                                               | ▲ 2,186,649    | ▼ 50,298           | ▼ 22,410          |
| 1997                                               | ▲ 2,248,852    | ▼ 47,284           | ▼ 17,220          |
| 1998                                               | ▼ 2,108,779    | ▼ 43,778           | ▼ 12,866          |
| 1999                                               | ▲ 2,162,769    | ▲ 47,944           | ▲ 15,220          |
| 2000                                               | ▲ 2,288,931    | ▼ 47,030           | ▲ 17,086          |
| 2001                                               | ▼ 2,185,130    | ▼ 42,408           | ▼ 15,799          |
| 2002                                               | ▼ 1,988,854    | ▼ 41,209           | ▲ 16,882          |
| 2003                                               | ▼ 1,955,070    | ▼ 40,303           | ▲ 17.559          |
| 2004                                               | ▲ 2,041,046    | ▼ 39,316           | ▼ 12,575          |
| 2005                                               | ▲ 2,127,895    | ▼ 37,905           | ▲ 15,641          |
| 2006                                               | ▲ 2,348,011    | ▲ 42,417           | ▲ 29,330          |
| 2007                                               | ▲ 2,723,000    | ▲ 50,972           | ▲ 101,364         |
| 2008                                               | ▼ 2,462,256    | ▲ 59,924           | ▲ 442,453         |
| 2009                                               | ▼ 2,421,382    | ▲ 60,150           | ▲ 524,082         |
| 2010                                               | ▼ 2,348,597    | ▲ 62,247           | ▲ 663,024         |
| 2011                                               | ▼ 2,266,743    | ▲ 64,097           | ▲ 760,344         |
| 2012                                               | ▲ 2,286,151    | ▼ 62,688           | ▲ 863,665         |
| 2013                                               | ▼ 2,240,860    | ▼ 61,668           | ▲ 887,101         |
| 2014                                               | ▲ 2,331,399    | ▲ 63,569           | ▲ 910,708         |
| 2015                                               | ▼ 2,321,975    | ▲ 65,061           | ▲ 988,240         |
| 2016                                               | ▼ 2,192,145    | ▼ 64,492           | ▲ 1,052,372       |
| 2017                                               | ▲ 2,365,141    | ▲ 69,815           | ▲ 1,138,477       |
| 2018                                               | ▲ 2,571,119    | ▲ 79,218           | ▲ 1,221,429       |
| 2019                                               | ▲ 2,618,772    | ▼ 78,980           | ▲ 1,238,343       |
| 2020                                               | ▼ 530,221      | ▼ 64,483           | ▲ 1,383,485       |
| 2021                                               | ▲ 667,784      | ▲ 76,104           | ▲ 1,591,618       |
| Источник: Leipzig/Halle Airport Traffic statistics |                |                    |                   |

## Наземный транспорт

### Железнодорожный
Железнодорожная станция аэропорта Лейпциг/Галле расположена прямо под пассажирским терминалом и имеет междугороднее сообщение по маршруту Дрезден-Магдебург-Ганновер-Кёльн. Две линии пригородной городской железной дороги Mitteldeutschland соединяются напрямую с Лейпцигом и Галле, а также с Альтенбургом и Цвиккау. Транзитные соединения сети достигают большей части центральной Германии.

### Автомобильный
Аэропорт связан с двумя автомагистралями: A14, соединяющей Дрезден (130 км), Галле (20 км) и Магдебург (130 км), и A9, соединяющей Мюнхен (430 км), Нюрнберг (280 км) и Берлин (180 км).

### Автобусный
Flixbus ходит в обоих направлениях два раза в день в Дрезден, Геттинген и Кассель и один раз в день в Дортмунд и Кёльн.

## В массовой культуре
В последние годы объекты аэропорта были показаны в крупных фильмах и телешоу:
- В декабре 2004 года аэропорт Лейпцига был местом съемок фильма «Иллюзия полета» с Джоди Фостер и Питером Сарсгаардом в главных ролях[51]. Согласно фильму, рейс Джоди Фостер вылетает из Берлина, но все кадры, показывающие предполагаемый аэропорт Берлина, на самом деле были сделаны в аэропорту Лейпцига.
- В 2010 году зона регистрации в аэропорту была местом съемок фильма «Неизвестный» с Лиамом Нисоном и Дианой Крюгер в главных ролях[52].
- Терминал и перрон аэропорта широко использовались в боевике кинематографической вселенной Marvel «Первый мститель: Противостояние» (2016). Во время сцен несколько раз демонстрировалась фирменная техника с логотипом аэропорта.
- Коридор аэропорта между зоной регистрации и зоной вылета/прилета был показан в сериале Netflix «Изобретая Анну», в котором рассказывается история Анны Сорокиной[53]. В сериале американский журналист летит в Берлин, чтобы провести расследование о воспитании Анны для своей следующей статьи, но все сцены в аэропорту были сняты в аэропорту Лейпцига.

## Авиакатастрофы и происшествия
- 1 сентября 1975 года Ту-134 авиакомпании Interflug потерпел крушение при подлете к аэропорту, когда самолёт снизился слишком быстро, не следуя правильной траектории захода на посадку, а экипаж не смог контролировать свою высоту, что привело к столкновению с землёй. 27 из 34 человек на борту погибли.